# Rhododendron cinnabarinum
Rhododendron cinnabarinum är en ljungväxtart. Rhododendron cinnabarinum ingår i släktet rododendron, och familjen ljungväxter. Utöver nominatformen finns också underarten R. c. tamaense.

## Bildgalleri

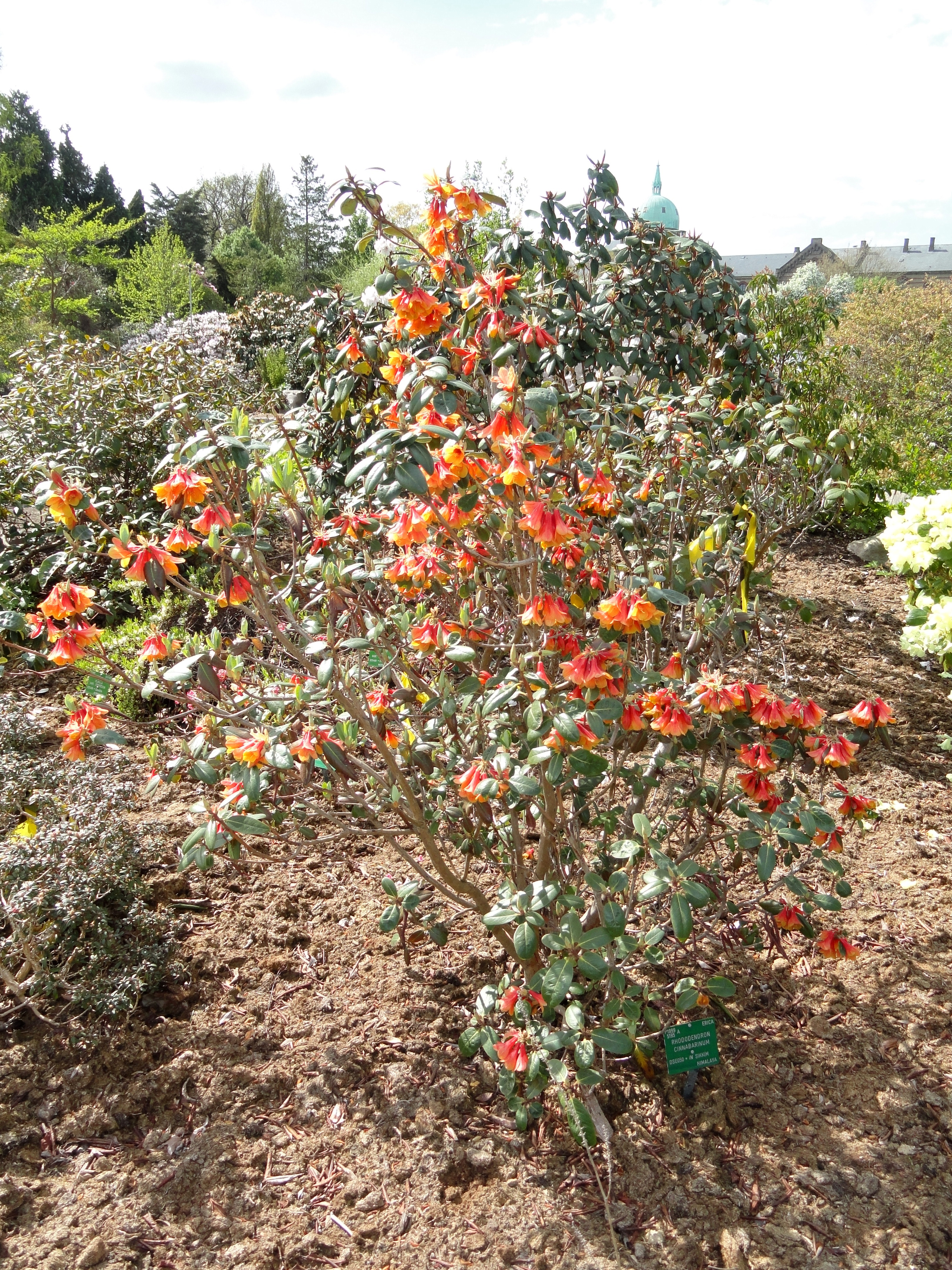
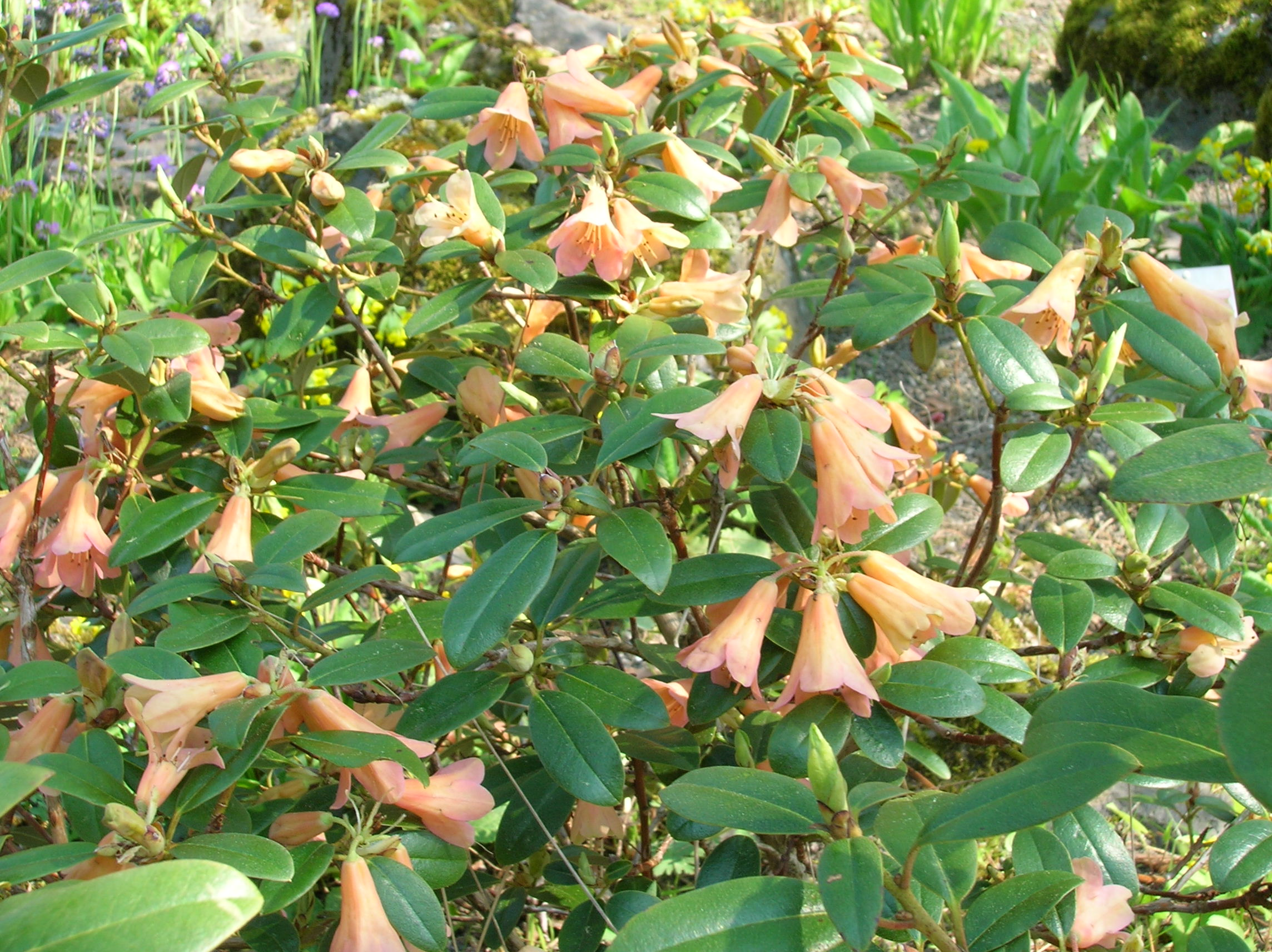
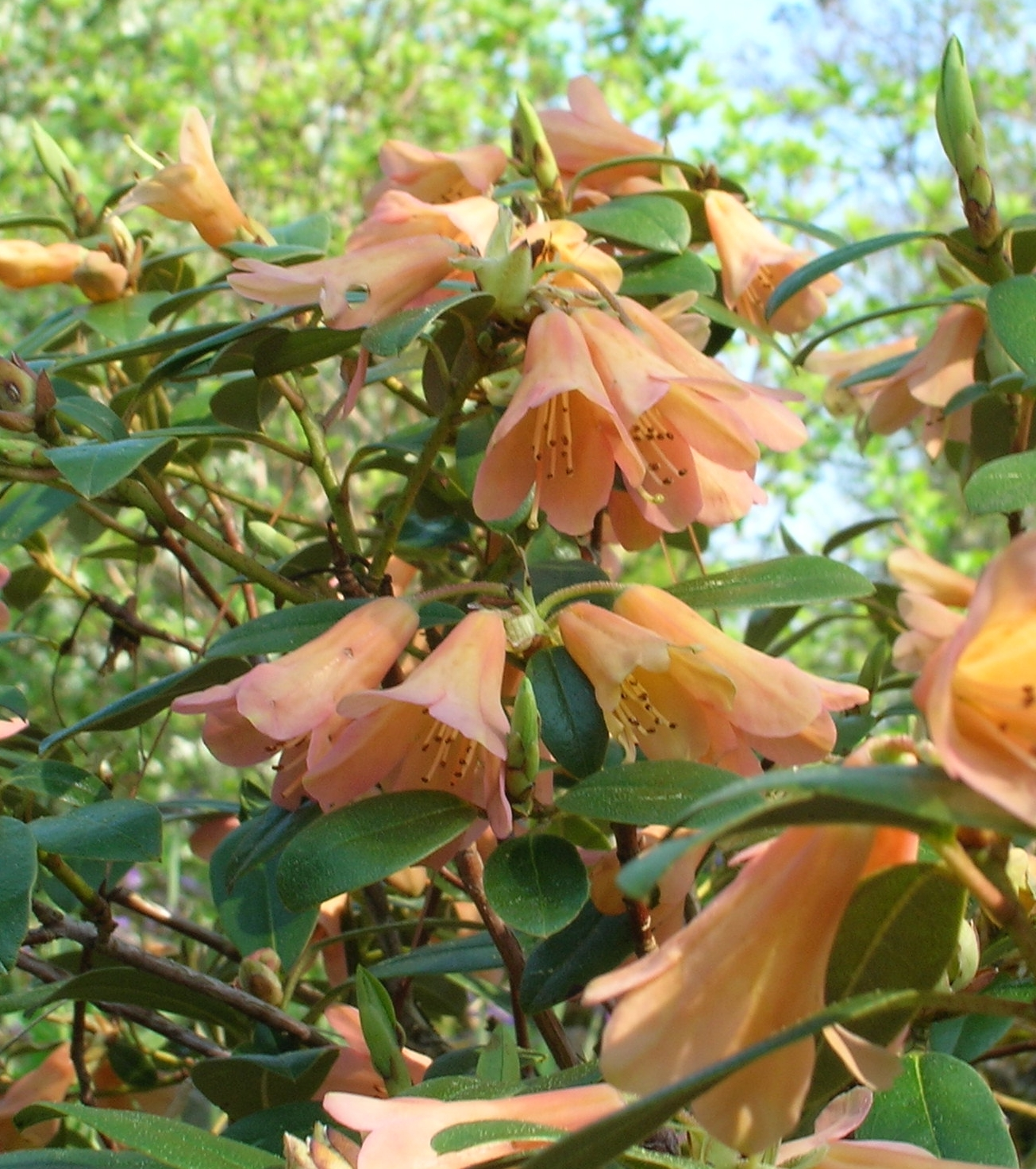
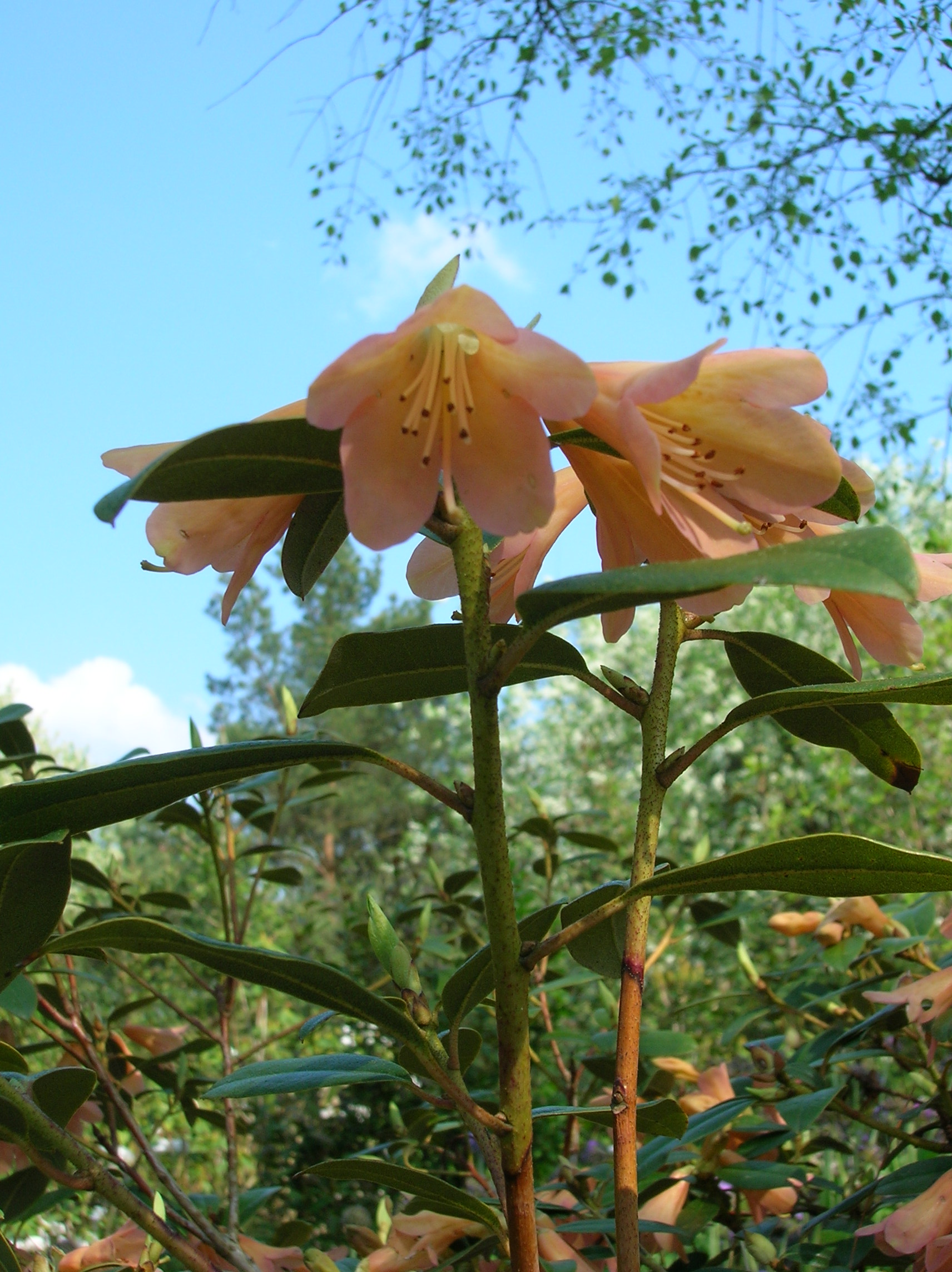
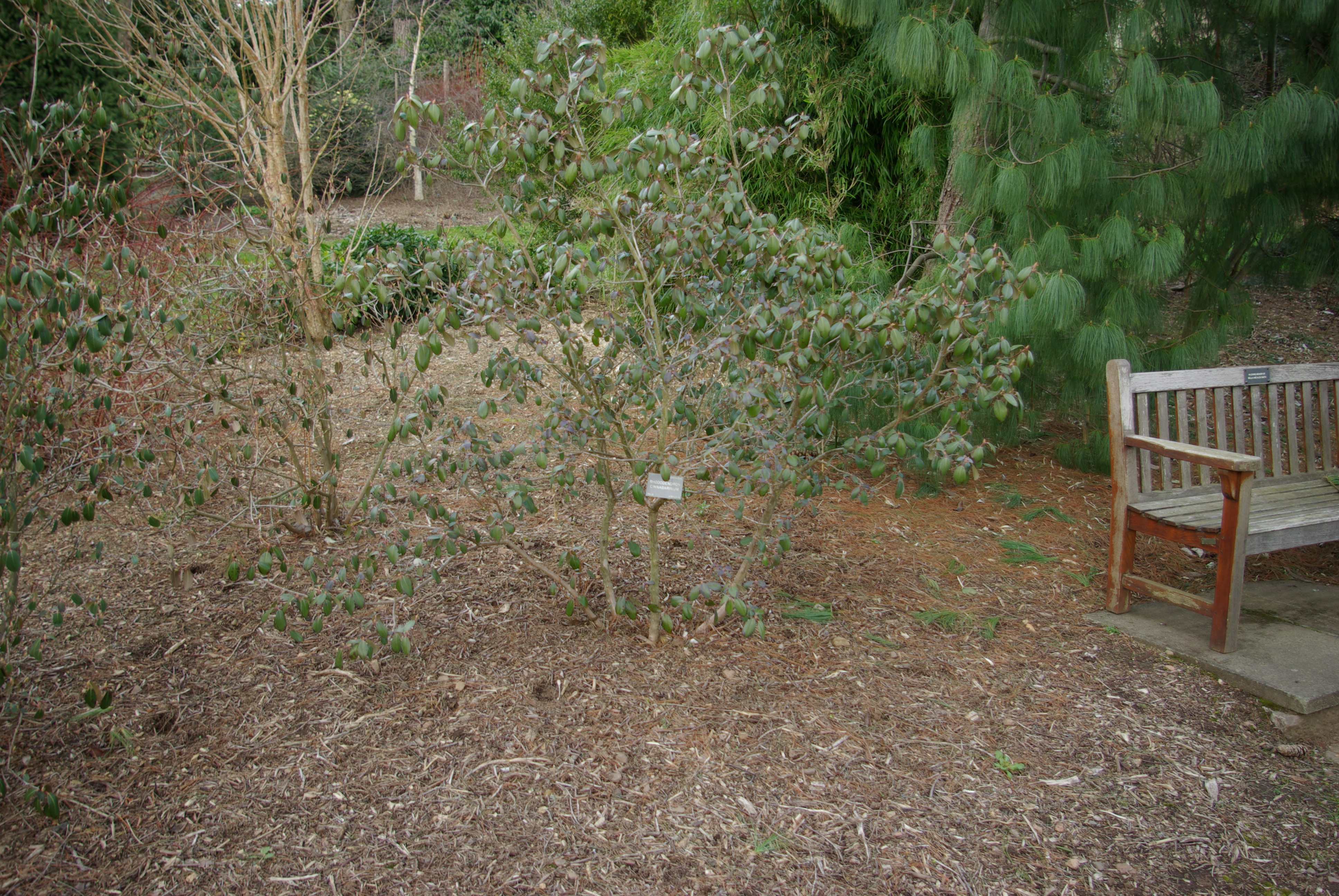
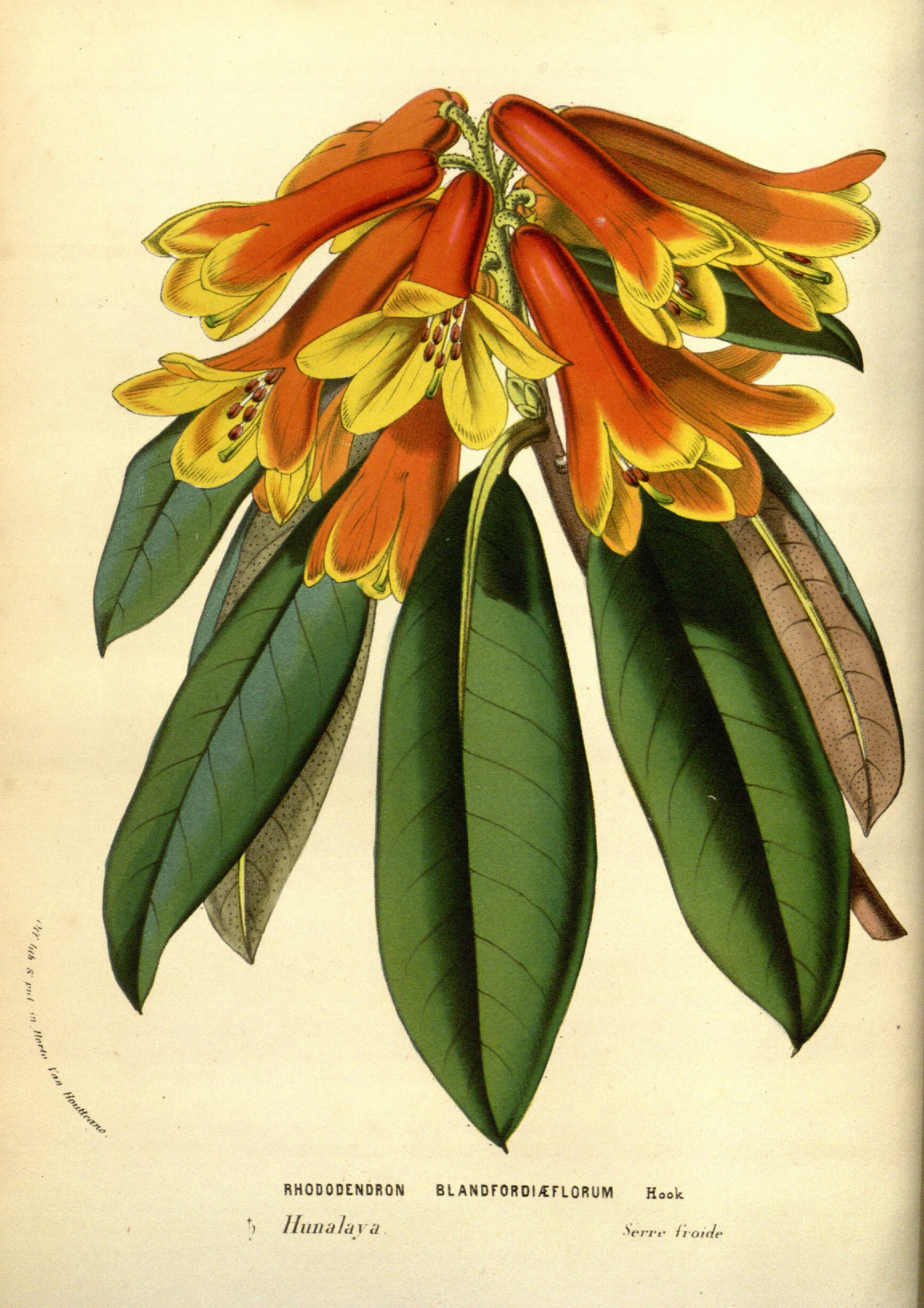